# Crimora
Crimora Alder & Hancock, 1862 è un genere di molluschi nudibranchi della famiglia Polyceridae.

## Tassonomia
Il genere comprende le seguenti specie:
- Crimora coneja Er. Marcus, 1961
- Crimora edwardsi (Angas, 1864)
- Crimora lutea Baba, 1949
- Crimora multidigitalis (Burn, 1957)
- Crimora papillata Alder & Hancock, 1862